# Lili Reinhart
Lili Pauline Reinhart (Cleveland, 13 september 1996) is een Amerikaans actrice, vooral bekend van haar rol als Betty Cooper in de dramaserie Riverdale.

## Jeugd
Lili Reinhart werd geboren in Cleveland, Ohio en groeide op in het nabijgelegen dorp Bay Village. Op tienjarige leeftijd ontwikkelde ze een passie voor zingen, acteren en dansen, en smeekte ze haar moeder om haar naar New York te rijden voor audities.
Toen ze 18 jaar oud was, verhuisde ze naar Los Angeles met als doel een acteercarrière op te bouwen.

## Carrière
Reinhart verscheen in de televisieserie Law & Order: Special Victims Unit en in de films The Good Neighbor, Miss Stevens, Forever's End, Gibsonburg, The Kings of Summer, Not Waving But Drowning, Hustlers en Lilith.
Op 9 februari 2016 werd Reinhart gecast als Betty Cooper, een "lieve, leergierige allemansvriend met een enorme crush op haar jarenlange beste vriend Archie" in het tienerdrama Riverdale van The CW. Eerder werkte Reinhart al bij de sitcom Surviving Jack van Fox.
Op 10 februari 2017 werd aangekondigd dat Reinhart in Mélanie Laurents aankomende film Galveston zou verschijnen, naast Ben Foster en Elle Fanning.

## Privé
- Reinhart is open over haar strijd met depressie, en zegt dat Riverdale in haar leven kwam toen het heel erg slecht met haar ging.[6]
- Reinhart kwam in juni 2020 uit als openlijk biseksueel.[7]

## Filmografie

### Film
| Jaar | Titel                     | Rol             | Opmerkingen   |
| ---- | ------------------------- | --------------- | ------------- |
| 2010 | For Today                 | Rachel          | Korte film    |
| 2011 | The Most Girl Part of You | Amy             | Korte film    |
| 2011 | Lilith                    | Lilith Wilson   |               |
| 2012 | Not Waving But Drowning   | Amy             |               |
| 2013 | The Kings of Summer       | Vicki           |               |
| 2013 | The First Hope            | Karen           | Korte film    |
| 2013 | Gibsonburg                | Kathy Colaner   |               |
| 2013 | Forever's End             | Lily White      |               |
| 2016 | Miss Stevens              | Margot Jensen   |               |
| 2016 | The Good Neighbor         | Ashley          |               |
| 2018 | Galveston                 | Tiffany         |               |
| 2019 | Hustlers                  | Annabelle       |               |
| 2020 | Chemical Hearts           | grace           | Amazon Studio |
| 2022 | Look Both Ways            | Natalie Bennett |               |

### Televisie
| Jaar      | Titel                             | Rol               | Opmerkingen                     |
| --------- | --------------------------------- | ----------------- | ------------------------------- |
| 2011      | Law & Order: Special Victims Unit | Courtney Lane     | Aflevering: "Lost Traveller"    |
| 2011      | Scientastic!                      | Lea Digg          | Aflevering: "Sticks and Stones" |
| 2014      | Surviving Jack                    | Heather Blumeyer  | 6 afleveringen                  |
| 2015      | Cocked                            | Marguerite Paxson | Televisiefilm                   |
| 2017–2023 | Riverdale                         | Betty Cooper      | Hoofdrol (117 afleveringen)     |

## Prijzen en nominaties
| Jaar | Prijs               | Categorie                                                  | Genomineerd werk | Resultaat   | Ref.   |
| ---- | ------------------- | ---------------------------------------------------------- | ---------------- | ----------- | ------ |
| 2013 | New York VisionFest | Breakthrough Performance Award                             | The First Hope   | Genomineerd | [ 8 ]  |
| 2017 | Teen Choice Awards  | Choice Breakout TV Star                                    | Riverdale        | Gewonnen    | [ 9 ]  |
| 2017 | Teen Choice Awards  | Choice TV Ship (met Cole Sprouse)                          | Riverdale        | Gewonnen    | [ 9 ]  |
| 2018 | Saturn Awards       | Best Performance by a Younger Actor in a Television Series | Riverdale        |             | [ 10 ] |

## Publicaties
- Swimming Lessons: Poems (29 september 2020)
- Lang Leav - September Love (3 november 2020) (voorwoord)